# Fabio Ferri (calciatore)
Fabio Ferri (Fano, 10 maggio 1959) è un ex calciatore italiano, di ruolo difensore.

## Carriera
Debutta in Serie B non ancora ventenne con la maglia del Cesena disputando 7 partite.
Nel 1979 passa al Forlì dove gioca un anno da titolare in Serie C1.
La stagione seguente torna in cadetteria giocando 32 partite (segnando una rete) con la maglia dell'Hellas Verona.
Nel 1981 passa alla Cremonese dove gioca due anni in Serie B.
Nel 1983 si trasferisce al Bologna che ottiene la promozione dalla Serie C1 e dove Ferri giocherà le due successive annate in Serie B.
Nel 1986 lascia i felsinei per approdare al Bari dove gioca le sue due ultime stagioni in cadetteria. Infatti successivamente gioca nel Perugia in Serie C1 e poi nel Rimini e nel Jesi in Serie C2, prima di chiudere col calcio giocato nel 1991.
In carriera ha totalizzato 201 presenze in Serie B con 8 reti.